# Ободной
Ободной — хутор в Ртищевском районе Саратовской области в составе Краснозвездинского муниципального образования.

## География
Находится на левом берегу реки Хопёр на расстоянии примерно 33 км по прямой на запад-юго-запад от районного центра города Ртищево.

## История
Основан в начале XVIII века.

## Население
| 2002 | 2010 |
| ---- | ---- |
| 184  | ↘163 |

Постоянное население составило 184  человека (97% русские) в 2002 году,  163 в 2010.

## Связь
Сотовая связь и высокоскоростной мобильный интернет стандарта 4G/LTE.